# 夹谷山
夹谷山，位于中国江苏省连云港市赣榆县班庄镇境内，海拔304米。春秋时期鲁定公十年（前500年），孔子相鲁会齐侯于夹谷山，是中国古代历史上重大事件之一。后世在此留下许多遗迹、碑碣、文献。明代这里建有圣殿、圣化亭、魁星阁、夹谷书院等纪念孔子的建筑物，今已不全。现有圣人殿、圣庙、圣化亭、魁星阁和夹谷书院等建筑群遗址，建筑面积约15,000平方米。